# Lord Snow
Lord Snow est le troisième épisode de la série télévisée américaine de fantasy Le Trône de fer, diffusée la première fois le 1er mai 2011 sur HBO. Il a été écrit par les créateurs de la série David Benioff et D. B. Weiss et réalisée par Brian Kirk. Les critiques furent généralement positives et le nombre de téléspectateurs en hausse de 10 % par rapport aux deux premiers épisodes.
L'action suit l'entraînement de Jon Snow au Mur, l'arrivée d'Eddard Stark à Port-Réal, suivi par Catelyn, à la recherche de l'agresseur de Bran. Arya révèle son envie d'apprendre à combattre à l'épée ; Joffrey suit une leçon dispensée par sa mère Cersei sur les manières de diriger le Royaume ; Robert envie son glorieux passé. Pendant ce temps, Daenerys découvre qu'elle est enceinte et prend son indépendance par rapport à son frère.

## Résumé

### Au-delà du détroit
Daenerys (Emilia Clarke) prend peu à peu confiance dans son nouveau rôle en tant que femme du Khal, et gagne le respect du chevalier exilé Jorah Mormont. Cependant, la relation avec son frère Viserys (Harry Lloyd) devient tendue après qu'il l'ait l'attaquée violemment, pensant qu'elle lui donnait des ordres. Comme punition, il est presque tué par l'un des gardes du corps de Daenerys, Rakharo (Elyes Gabel). Ce dernier le force à marcher pour retourner au camp après que Daenerys soit intervenue pour lui sauver la vie.
Irri remarque que Daenerys est enceinte et en fait part à Jorah et Rakharo, à la suite de quoi Jorah part mystérieusement pour Qohor afin de chercher des vivres. Dans leur tente, Daenerys affirme à Drogo (Jason Momoa) qu'à son avis, leur futur enfant sera un garçon.

### Dans le Nord
Bran maintenant réveillé, sa nourrice Vieille Nân (Margaret John) lui raconte un vieil hiver sans fin où les « Marcheurs Blancs » sont apparus, chevauchant des chevaux morts et d'énormes araignées de glace, élevant des créatures à partir des hommes qu'ils massacraient. Son histoire est interrompue par Robb (Richard Madden) qui confirme tristement à Bran son handicap, une paralysie des jambes. Bran, incapable de se souvenir de quoi que ce soit au sujet de sa chute, aurait souhaité avoir succombé.

### Au Mur
Jon a rejoint les autres recrues sous le solide commandement de ser Alliser Thorne (Owen Teale), et bat sans difficulté chacun de ses adversaires. Ser Alliser les juge tous pour leurs faibles performances, mais n'a aucune sympathie pour Jon, le surnommant « Lord Snow » pour se moquer de sa qualité de bâtard et lui disant qu'il est « la personne la moins inutile ici ». Déconcerté, Jon demande à Benjen (Joseph Mawle) de le prendre avec lui sur un voyage de plusieurs mois au nord du Mur, mais son oncle le calme, lui disant qu'au Mur, « un homme obtient ce qu'il gagne quand il le gagne. »
Tyrion informe Jon qu'il n'est pas meilleur que ses nouveaux « frères d'armes », mais seulement plus chanceux puisqu'il a été entraîné par un maître d'armes alors que les autres étaient tous des orphelins ou des criminels qui n'avaient jamais porté d'épée avant ce jour. Pour dédommagement, Jon décide d'enseigner à ses collègues un véritable entraînement à l'épée. Plus tard, Tyrion est imploré par le Lord Commandant Mormont et le vieux maestre aveugle Aemon (Peter Vaughan) de demander à sa sœur Cersei et son beau-frère le roi Robert plus d'hommes pour la Garde de Nuit : les Sauvageons fuient vers le sud à un point tel que la Garde n'est plus capable de les gérer ; la rumeur selon laquelle les Marcheurs Blancs seraient de retour prend de l'importance ; enfin la Garde ne comprend qu'un millier d'hommes, ce qui est insuffisant pour protéger efficacement la frontière. Tyrion est sceptique, mais accepte d'en parler à sa famille. Avant de quitter le Mur, Tyrion satisfait son ambition d'uriner depuis le haut du Mur et dit au revoir à Jon.

### À Port-Réal
Eddard arrive à Port-Réal. Il est immédiatement convoqué à une séance du Conseil Restreint du roi. Sur le chemin de la chambre du trône, il rencontre Jaime Lannister (Nikolaj Coster-Waldau) et il est révélé à l'audience que Jaime a tué le roi fou Aerys Targaryen. Jaime rappelle à Eddard qu'Aerys avait assassiné le père d'Eddard et son frère. Eddard ne considère pas ces motifs suffisants pour avoir brisé son serment de Garde royal.
Eddard rejoint le Conseil, formé du frère du roi, Lord Renly, de l'eunuque Lord Varys (Conleth Hill), du Grand Maestre Pycelle (Julian Glover) et de Lord Petyr « Littlefinger » Baelish (Aidan Gillen). Baelish avait un jour défié le frère d'Eddard en duel pour la main de Catelyn, et sous-entend qu'il est encore amoureux d'elle. Renly annonce que Robert a pour plan de tenir un grand tournoi en l'honneur de l’officialisation d'Eddard en tant que Main du roi. Eddard apprend que la Couronne est fortement endettée principalement auprès du père de la Reine, Lord Tywin Lannister.
Catelyn arrive secrètement à Port-Réal. Pourtant, elle est emmenée dans un bordel possédé par Baelish par deux Manteaux d'Or du Guet de Port-Réal. Baelish la rencontre là-bas et lui dit qu'il l'a faite amener en cet endroit pour la tenir en sécurité et sauvegarder son anonymat. Varys, également présent, révèle qu'il a appris l'arrivée de Catelyn grâce à ses espions. Les trois et ser Rodrick discutent de la tentative d'assassinat de Bran. Baelish choque tout le monde en avouant que la dague de l'assassin fut un jour la sienne. Il prétend l'avoir perdue dans un pari avec Tyrion Lannister, pariant sur la victoire de Jaime Lannister lors d'un précédent tournoi. Baelish arrange une rencontre entre Eddard et sa femme et Lord Stark accepte à contrecœur l'aide de Baelish pour trouver l'agresseur de Bran.
Dès que Catelyn a quitté la capitale, Eddard retourne dans ses quartiers, trouvant ses filles en train de se disputer. Arya (Maisie Williams) reproche à Sansa (Sophie Turner) d'avoir menti pour protéger Joffrey. Ned lui rappelle que Joffrey est un prince, et qu'un jour Sansa deviendra reine, étant sa promise. Apprenant que sa plus jeune fille aspire à être une combattante, et qu'elle possède même une épée, Aiguille (qui lui avait été donnée par son demi-frère Jon), il engage Syrio Forel, maître spadassin de Braavos, pour entraîner sa fille cadette à la Danse de l'Eau, l'art des épéistes Braaviens.

### Traduction
- (en) Cet article est partiellement ou en totalité issu de l’article de Wikipédia en anglais intitulé « Lord Snow » (voir la liste des auteurs).